# راكان البلوي
راكان محفوظ البلوي لاعب كرة قدم سعودي.

## مسيرة اللاعب
مثل سابقاً نادي الصقور ونادي الوطني ونادي الجندل ونادي الوشم ونادي الثقبة.